# ووهان

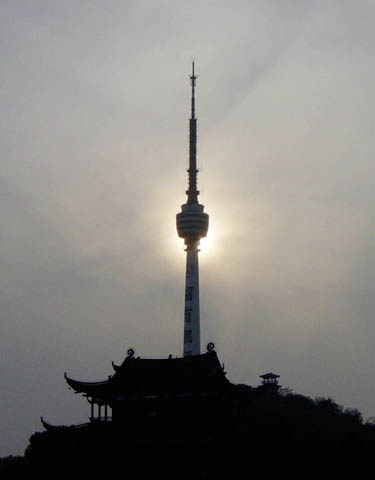
برج تلویزیونی ووهان.

ووهان (به چینی: 武漢 به انگلیسی: Wuhan) یکی از شهرهای کشور جمهوری خلق چین است. این شهر مرکز استان هوبئی و ششمین شهر پرجمعیت چین است. جمعیت آن در سال ۲۰۱۰ میلادی برابر ۹٬۷۸۱٬۰۰۰ نفر بوده‌است. جمعیت آن با حومه بیش از ۱۲,۷۰۰,۰۰۰ نفر است. 

## تاریخچه و ویژگی‌های ووهان
منطقهٔ ووهان برای نخستین بار پیرامون سه هزار سال پیش مسکونی شد. در روزگار دودمان هان، بندر هانیانگ از بندرهای نسبتاً پرجنب‌وجوش چین بود. در سدهٔ سوم پس از میلاد یکی از نام‌آورترین نبردهای تاریخ چین یعنی نبرد صخره‌های سرخ در نزدیکی ووهان رخ داد. این نبرد رویداد اصلی در داستان سه پادشاهی نیز هست. ووهان بعد از شانگهای، مسکو، پکن و لندن، پنجمین شهر بزرگ دنیاست. به واسطهٔ وسعت شبکه حمل و نقل عمومی در این شهر، گاهی اوقات از ووهان با نام شیکاگوی چین یاد می‌شود. همچنین، دریاچهٔ شرقی با مساحتی برابر با ۳۳ کیلومتر مربع، که بزرگ‌ترین دریاچه شهری در چین می‌باشد؛ یکی از جاذبه‌های توریستی این شهر است. مکان‌های فرهنگی زیادی در ووهان با جاذبه‌های گردشگری فراوان وجود دارد که برای آن‌ها که به تاریخ علاقه‌مندند، بازدید از این شهر فرصتی فوق‌العاده به حساب می‌آید. معماری بی‌نظیر معبد گوئیان در جاده Cuwei و آثار به جا مانده در آن‌جا ازجمله مجسمه‌ها، تندیس‌ها، کتاب مقدس بودائیان و پیشینه‌های باستانی، همه بازگوی همان جمله‌اند که گفتیم؛ بازدید از این شهر فرصتی فوق‌العاده برای تاریخ‌دوستان می‌باشد. آب‌وهوای شهر ووهان چین نیمه گرمسیری، مرطوب و ۴ فصل می‌باشد و بارش باران در این شهر فراوان اتفاق می‌افتد.

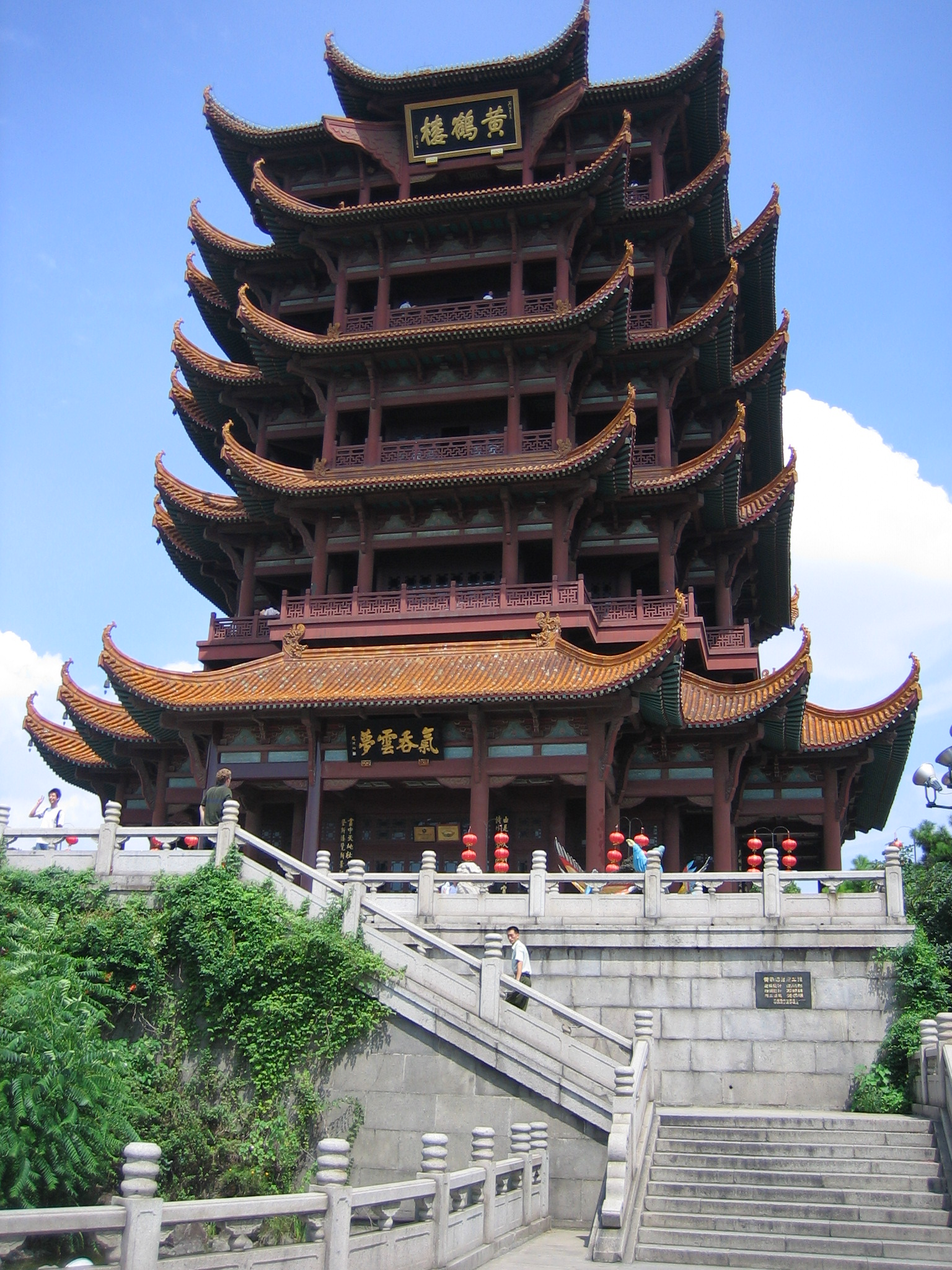
برج درنای زرد کنار رودخانه یانگ تسه

## شیوعویروس کرونا
در ۶ ژانویه ۲۰۲۰ نوع تازه‌ای از ویروس شیوع پیدا کرد و باعث تدابیر امنیتی و بهداشتی شدید شد.
ویروس کرونا ابتدا در چین و سپس در کشورهایی مانند: ایران، ایتالیا، اسپانیا، آمریکا، عربستان سعودی و.. شیوع پیدا کرد.
۳۱ دسامبر ۲۰۱۹ برای اولین بار کارکنان یک بازار مبتلا به این بیماری مبتلا شدند یک روز بعد یعنی در ۱ ژانویه ۲۰۲۰، مشخص شد که عامل شیوع این بیماری بازار عمده‌فروشی غذاهای دریایی و فروش حیوانات زنده به اسم Huanan Seafood Wholesale در شهر ۱۱میلیون نفری ووهان بوده‌است. گفته می‌شود ویروس کرونا از جانورانی مثل مار و خفاش منتقل شده و برای همین حکومت چین اولین‌کاری که کرد بستن این بازار بود. برای پیشگیری از انتقال این بیماری وحشتناک، شهر ووهان را قرنطینه کامل کردند و هرگونه ورود یا خروج از شهر را ممنوع کردند. خاستگاه این ویروس شهر ووهان مرکز استان هوبئی می‌باشد و این استان خود نیز در سده چهاردهم میلادی خاستگاه همه‌گیری باکتری طاعون سیاه بوده‌است که در آن زمان، میان ۳۰ تا ۶۰ درصد جمعیت اوراسیا و میان ۷۵ تا ۲۰۰ میلیون تن در بخش اوراسیا ازجمله یک‌سوم جمعیت ایران را به کام مرگ کشانده‌است.

## گمانه‌ها دربارهٔ شیوع کرونا از مؤسسه دولتی ویروس‌شناسی ووهان
لوک مونتانیه، کاشف ویروس اچ آی وی (ایدز) و برنده جایزه نوبل فیزیولوژی و پزشکی سال ۲۰۰۸، مدعی شد که کروناویروس جدید در آزمایشگاه شهر ووهان چین پدید آمده‌است. این دانشمند فرانسوی با طرح این ادعا که ویروس SARS-CoV-۲ در یک آزمایشگاه و در نتیجه تلاش برای ساخت واکسن بر ضد ویروس ایدز پدید آمده، جنجال تازه‌ای به راه انداخت. او سال‌ها پژوهشگر انستیتو پاستور در پاریس بوده‌است و درحال حاضر به‌طور تمام وقت در دانشگاه «شانگ‌های جیاتونگ» در چین فعالیت می‌کند. وی اخیراً در مصاحبه‌ای با شبکه فرانسوی CNews و همچنین شرکت در پادکستی که توسط «پورکووی دکتور» تهیه شده، ادعا کرد که به وجود عناصری از ویروس HIV (ایدز) در ژنوم کرونا و حتی وجود عناصری از میکروب مالاریا بسیار مشکوک است. نشریه «آسیا تایمز»، به نقل از پروفسور مونتانیه، نوشت: «آزمایشگاه شهر ووهان از اوایل دهه ۲۰۰۰ تحقیقات گسترده‌ای را در زمینه کروناویروس‌ها آغاز کرده‌است. آن‌ها در این زمینه تخصص بسیار بالایی دارند». دونالد ترامپ رئیس‌جمهور ایالات متحده با اشاره به گزارش خبرگزاری فاکس نیوز، اذعان کرد که احتمالاً این کروناویروس جدید به‌طور اتفاقی توسط کارآموزی که در مؤسسه ویروس‌شناسی ووهان در چین کار می‌کند، منتشر شده‌است. روزنامه فاکس نیوز در گزارشی با تأکید به وجود این ویروس به صورت طبیعی در خفاش‌ها، خاطرنشان کرده که این ویروس در آزمایشگاه ووهان مورد مطالعه قرار گرفته‌است. این شبکه خبری با اعلام اینکه انتقال اولیه ویروس از خفاش به انسان بوده، افزود: «بیمار صفر» در آزمایشگاه شهر ووهان کار می‌کرده‌است. این کارمند آزمایشگاه قبل از انتشار این بیماری در بین افراد عادی در شهر ووهان، به‌طور تصادفی به کروناویروس جدید آلوده شد. نشریه واشینگتن پست در این باره آورده‌است: «دو سال پیش مقامات سفارت آمریکا در چین، نگرانی‌هایی را در مورد عدم ایمنی کافی در مؤسسه دولتی ویروس‌شناسی ووهان، به ویژه در خصوص مطالعه بر روی ویروس‌های کشنده و بیماری‌های عفونی، ابراز داشتند و بررسی‌هایی را نیز در این زمینه انجام دادند. گرچه این انستیتو که در نزدیکی بازار مرطوب ووهان واقع شده، اولین آزمایشگاه دارای سطح بیو-ایمنی IV است، اما وزارت امور خارجه آمریکا در سال ۲۰۱۸ در مورد کمبود جدی تکنسین‌ها و محققان دارای مهارت مناسب برای بهره‌برداری ایمن از این آزمایشگاه پر حجم»، هشدار داده بود».

## نگارخانه

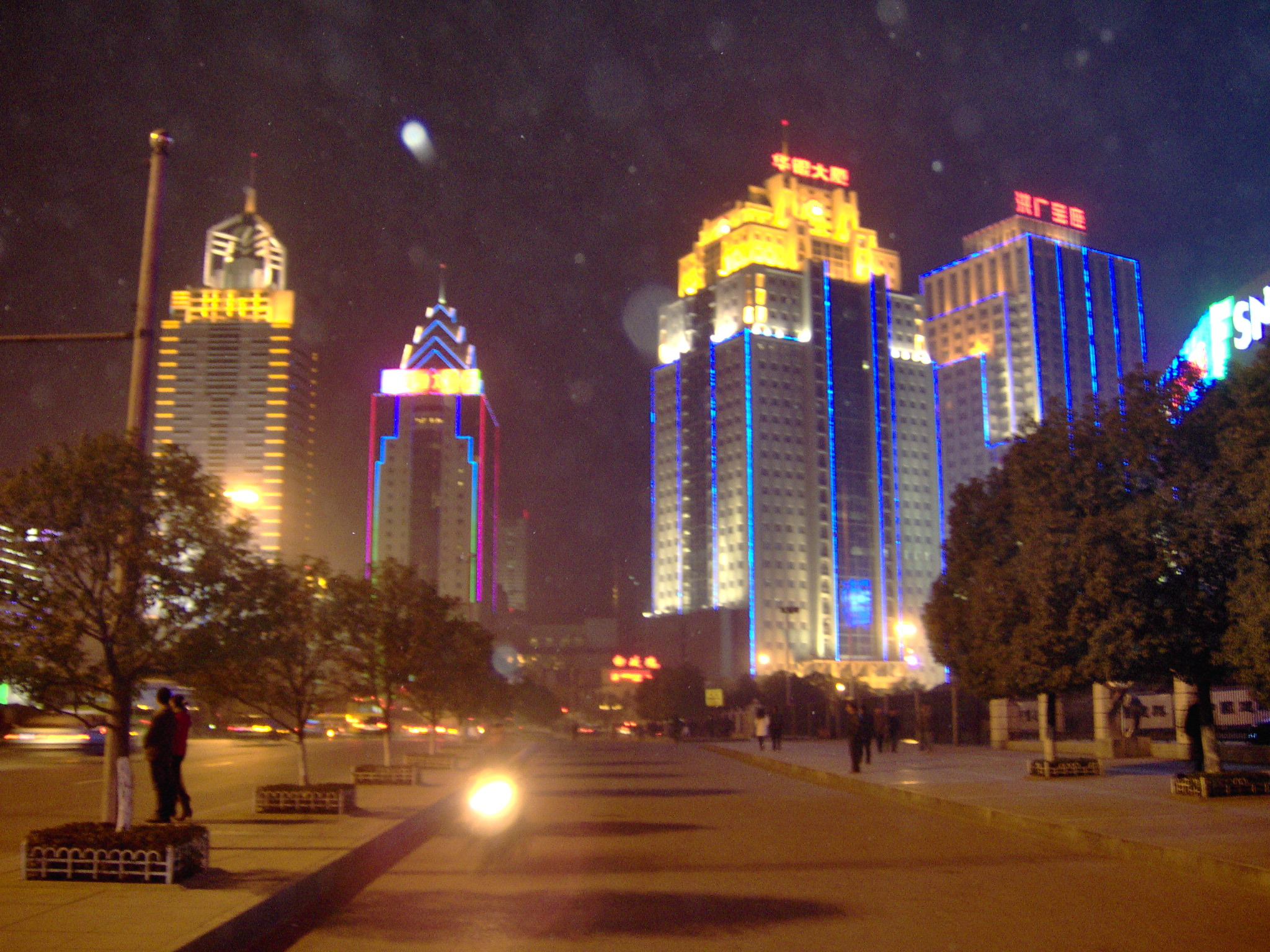
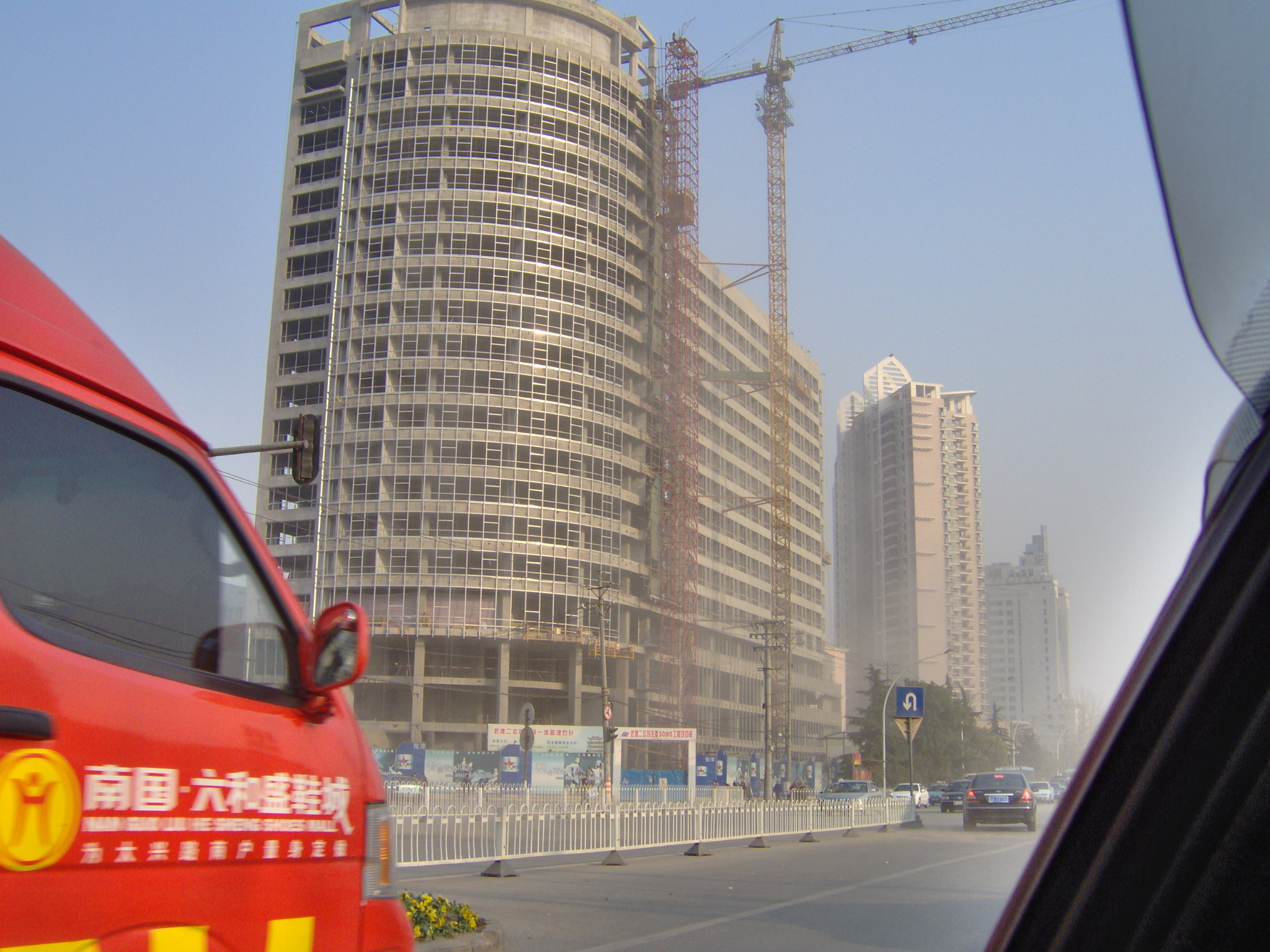
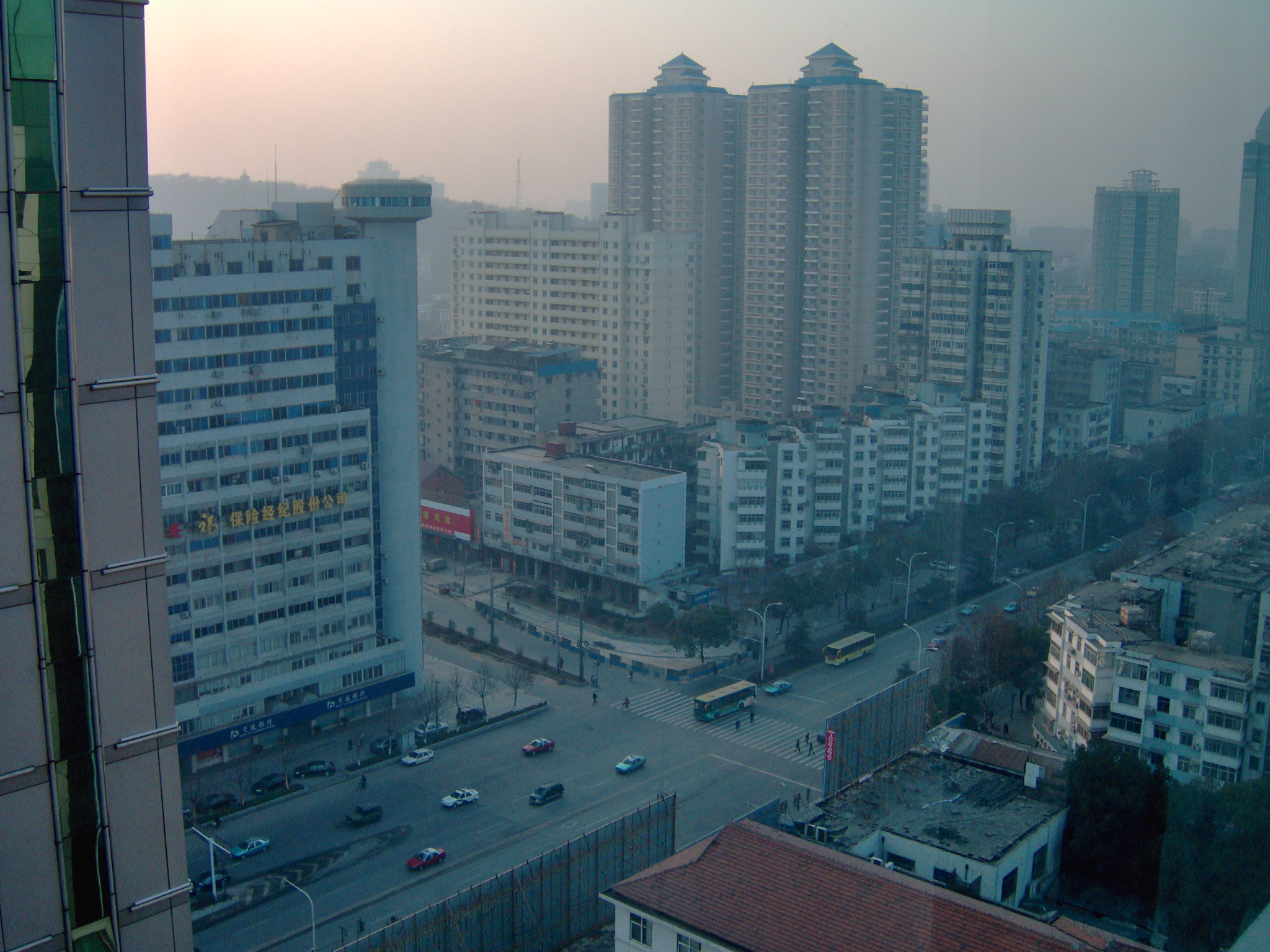
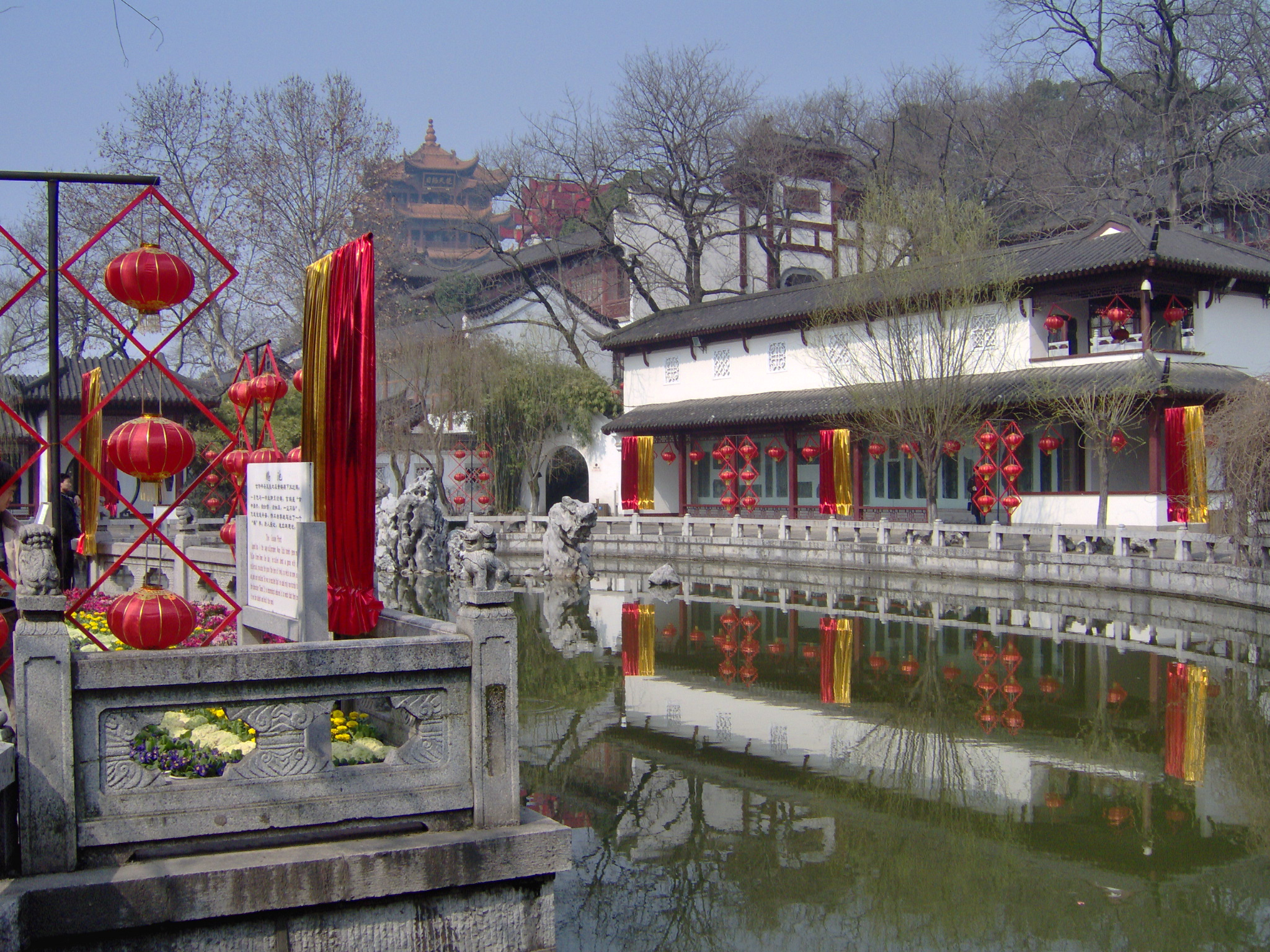
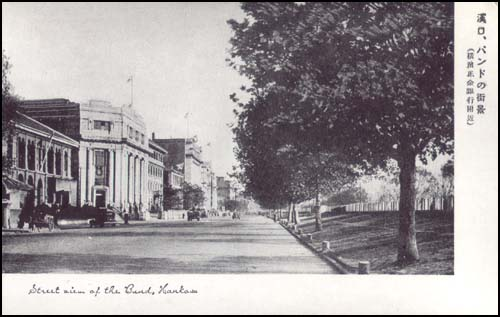
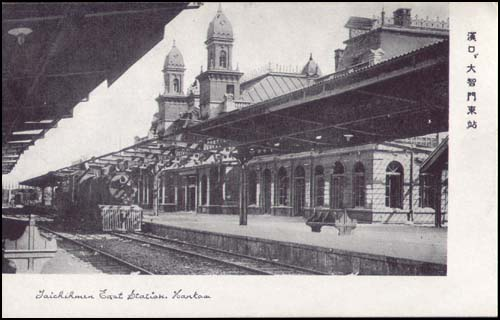
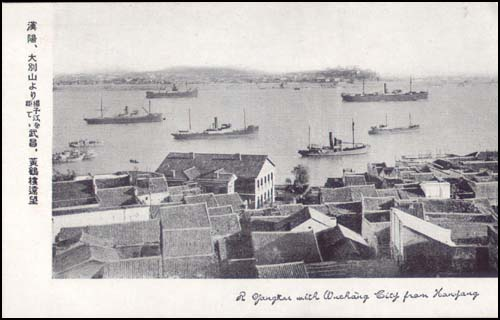
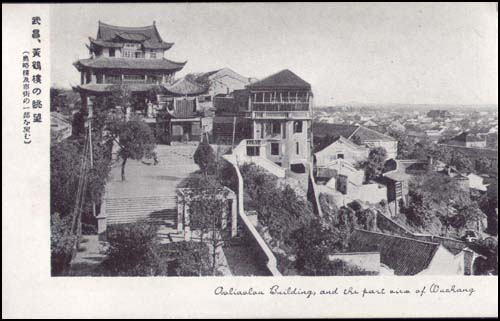
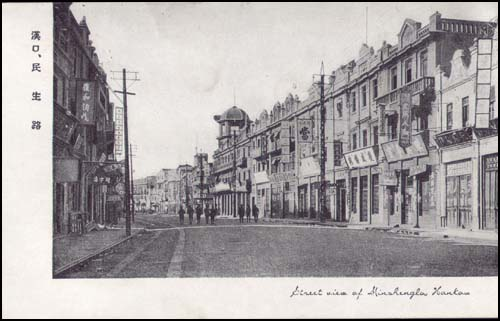
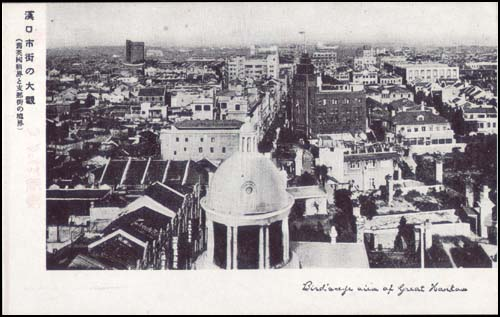
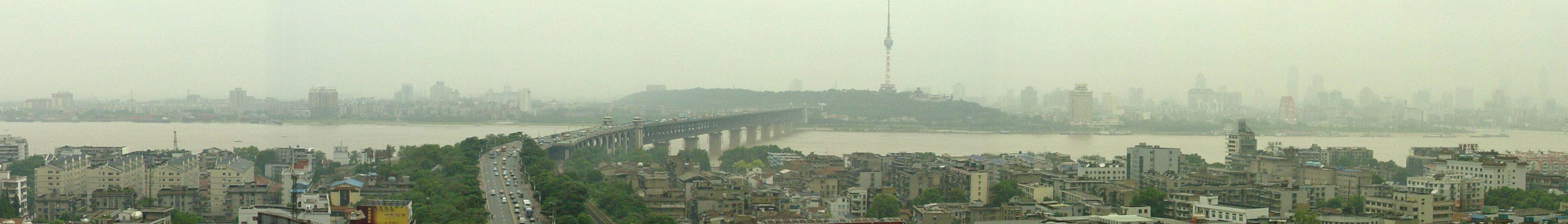